# Coridromius variegatus
Coridromius variegatus är en insektsart som först beskrevs av Xavier Montrouzier 1861.  Coridromius variegatus ingår i släktet Coridromius och familjen ängsskinnbaggar. Inga underarter finns listade i Catalogue of Life.